# Kraghätting
Kraghätting (Conocybe vexans) är en svampart som beskrevs av P.D. Orton 1960. Conocybe vexans ingår i släktet Conocybe och familjen Bolbitiaceae.   Inga underarter finns listade i Catalogue of Life.
I den svenska databasen Dyntaxa används istället namnet Pholiotina vexans för samma taxon.  Arten är reproducerande i Sverige.